# 先蔑
先蔑（？—？），姓不详，先氏，名蔑，一名眛，又被称为士伯，左行蔑，曾任晋国左行将和下军将。 

## 将左行
前632年城濮之战后，晋文公改上下二军为上中下三军来抵御狄人，荀林父为中军将，屠击为上军将，先蔑为下军将。前629年，晋国在清原举行蒐礼阅兵，废除三个步兵师，建立新上军和新下军，先蔑失去了职务。

## 迎公子雍
前621年，晋襄公去世，太子夷皋年幼，晋国人打算立年长的国君，正卿赵盾派先蔑和士会到秦国迎接公子雍。先蔑出使秦国的时候，荀林父劝阻他说：“夫人和太子都在，反而到外边去求取国君，这一定是行不通的。您以生病做借口，行吗？不这样，祸患将会惹到您身上。派一个代理卿前去就可以了，为什么一定要您去？在一起做官就是‘寮’，我曾经和您同寮，岂敢不尽我的心意呢？”先蔑没有听从。荀林父为他赋《板》这首诗的第三章，先蔑还是没有听从。

## 奔秦
前620年，因为赵盾和大夫们都怕穆嬴，而且害怕穆嬴党羽的威逼，便背弃了先蔑而立了太子夷皋为君，发兵抵御秦国护送公子雍的军队。赵盾为中军将，先克为中军佐，荀林父为上军佐，先蔑为下军将，先都为下军佐。四月初一，晋军在令狐打败秦军，一直追到刳首。次日，先蔑逃亡到秦国，士会跟着他逃亡。先蔑逃亡出国后，荀林父把他的妻子儿女和财货全部送到秦国，说：“这是为了同寮的缘故。”
士会在秦国待了三年，没有和先蔑见面，他的随行说：“能和别人一起逃亡到这个国家，而不能在这里见面，那有什么用处？”士会说：“我和他罪过相同，并不是认为他有道义才跟着来的，见面干什么？”一直到士会返回晋国，都没有见过先蔑。